# 존 캐럴

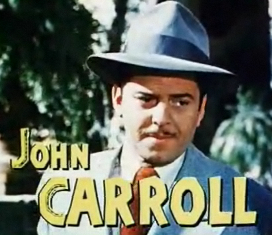

존 캐럴(John Carroll, 1906년 7월 17일 ~ 1979년 4월 24일)은 미국의 배우, 영화배우이다.
뉴올리언스에서 태어났으며 할리우드에서 사망하였다. 사인은 백혈병이다.  포리스트 론 메모리얼 파크에 매장되었다.

## 영화
- 99 (2006년)
- 팀 (1979년)
- 어 보이 콜드 누딘 (1967년)
- 돌아온 조로 (1959년)
- 선다운의 결전 (1957년)
- 디즈니랜드 (1954년)
- 더 파머 테이크 어 와이프 (1953년)
- 어벤저스 (1950년)
- 피에스타 (1947년)
- 히트 퍼레이드 오브 1943 (1943년)
- 리오 리타 (1942년)
- 써니 (1941년)
- 레이디 비 굿 (1941년)
- 고 웨스트 (1940년)
- 수잔과 신 (1940년)
- 팬텀 라이더스 (1940년)
- 천사만이 날개를 가졌다 (1939년)
- 돌아온 조로 (1937년)
- 로그 송 (1930년)
- 뉴 문 (1930년)
- 몬테 카를로 (1930년)
- 마리앤 (1929년)
- 데빌-메이-케어 (1929년)